# El entierro de Cristo (Juan de Juni)

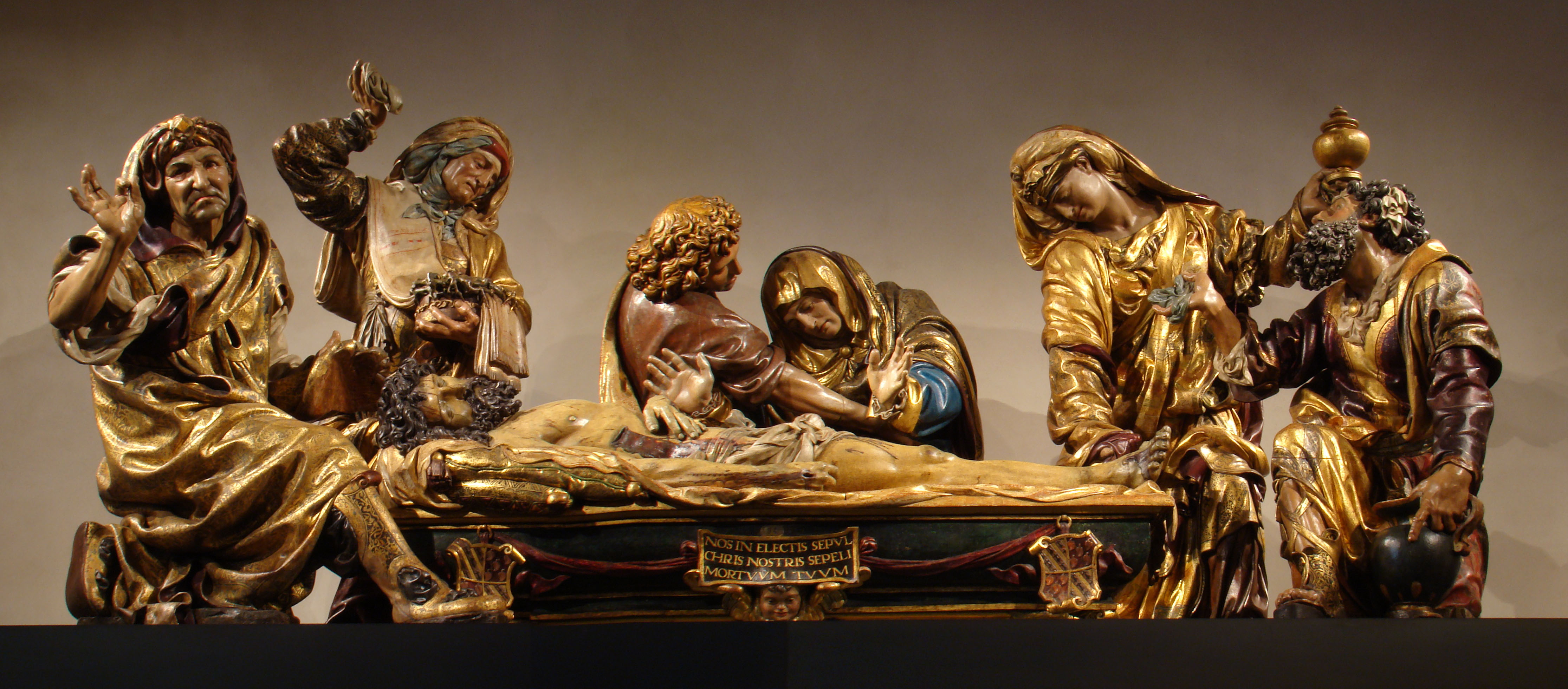
El entierro de Cristo por Juan de Juni.

El entierro de Cristo es una obra maestra del escultor de origen francés y afincado en Valladolid (comunidad autónoma de Castilla y León, España), Juan de Juni. Fue realizada entre 1541-1545. Es el primer grupo escultórico documentado que Juan de Juni hace para la ciudad de Valladolid, según se reseña en su primer testamento redactado en Salamanca. Fray Guevara le encargó el conjunto escultórico para colocarlo en el retablo de su capilla funeraria recién edificada en el desaparecido convento de San Francisco. Demolido en 1836, esa obra fue resguardada por el Estado.
Es pieza muy destacada del Museo Nacional de Escultura, en Valladolid, en cuya colección se hallan otras obras valiosas de Juni. No se conserva la arquitectura del retablo donde estaba instalado el grupo.

## Historia

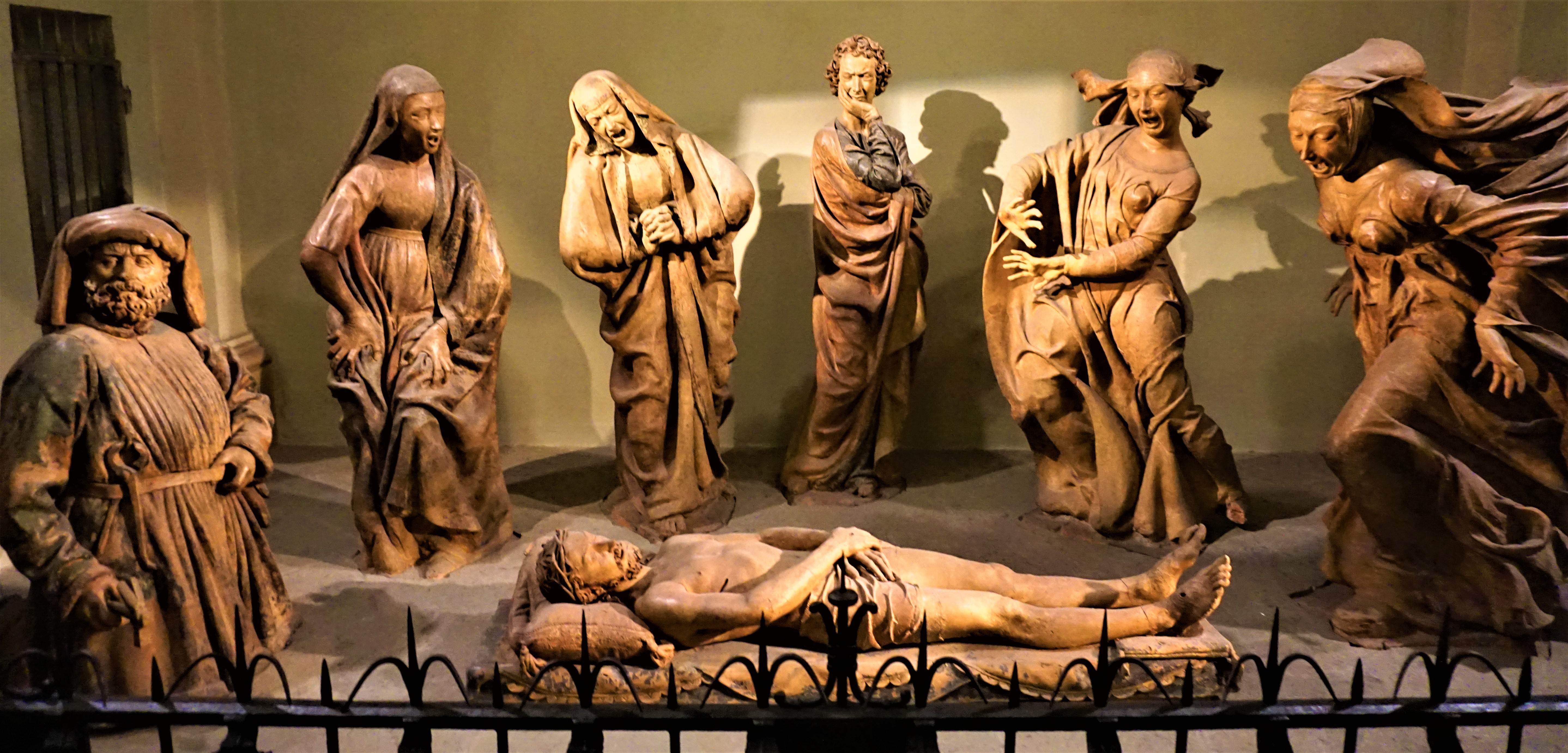
Llanto sobre Cristo muerto, de Niccolò dell'Arca.

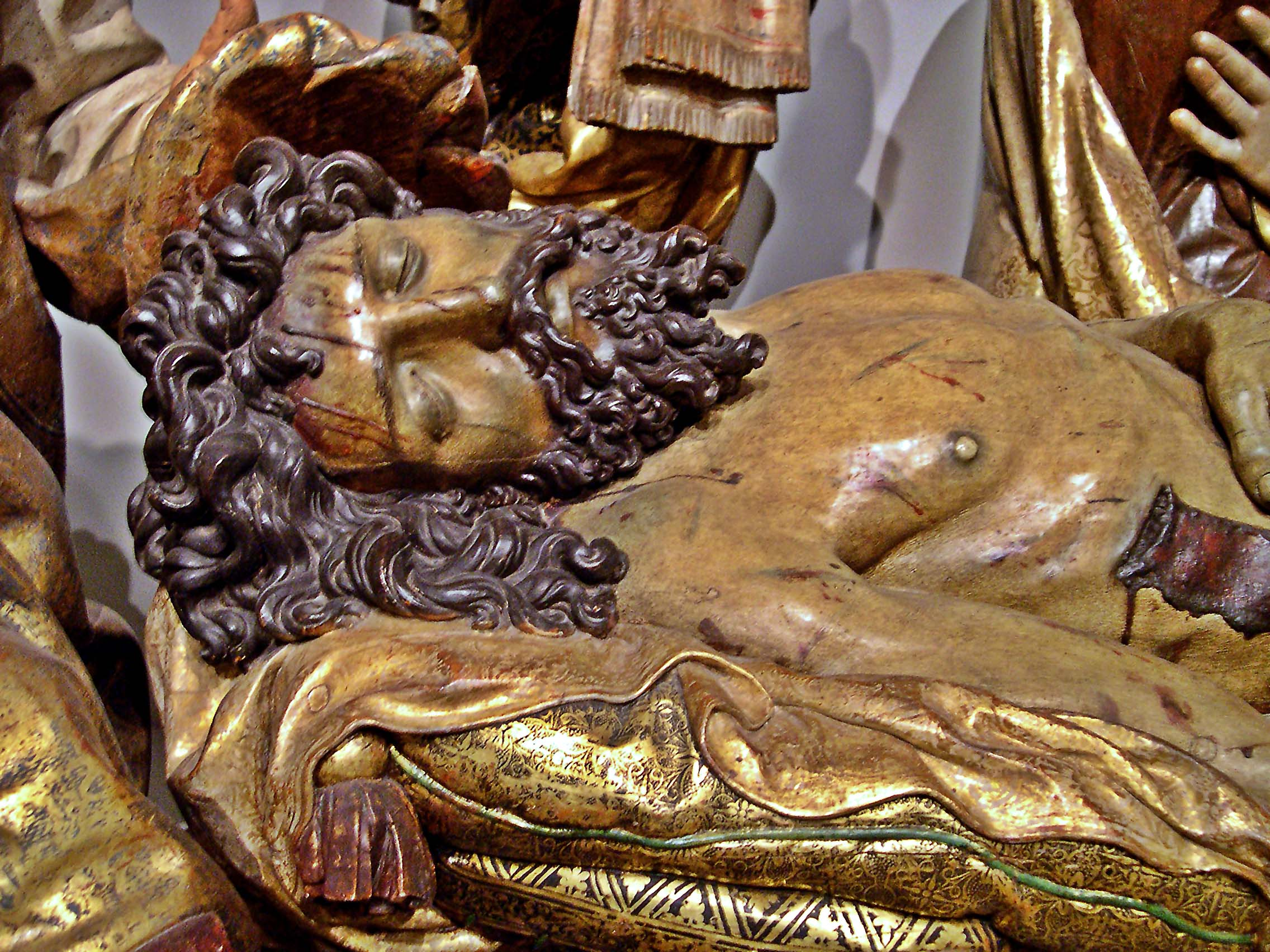
Detalle del Cristo.

Juan de Juni realizó esta obra entre 1541 y 1545 expresando en ella un efecto escenográfico muy logrado. El origen temático de sus figuras están en su tierra natal de la Borgoña francesa (nació en Joigny) donde abundaba esta representación de Cristo depositado en el sepulcro, y también en Italia, país que tanto influyó en el Renacimiento europeo y donde Juan de Juni pasó un periodo de formación artística. Allí conocería seguramente grupos semejantes, como el realizado por Niccolò dell'Arca en Bolonia. Pese a todo, el escultor demuestra originalidad y rasgos muy personales.
Se encuentra custodiado, con la desamortización, en el Museo Nacional Colegio de San Gregorio.

## Descripción de la obra
Isidoro Bosarte (viajero y escritor de finales del siglo XVIII) hizo un comentario de la obra:

[el retablo] consta de ocho columnas de dos cuerpos y entre las columnas del primero se contiene un sepulcro del Señor con las figuras de la V., San Juan, la Magdalena, Santa María Salomé y los Santos Varones, figuras todas mucho mayores que el tamaño natural […]

El conjunto está compuesto por siete figuras de tamaño mayor que el natural, independientes cada una salvo el grupo formado por la Virgen y San Juan. Todos los componentes están situados en una puesta en escena teatral y muy atractiva para el espectador. Cada personaje tiene su cometido y así lo demuestran en las actitudes y en los objetos que portan. El grupo está policromado con una gran calidad pictórica acorde con el gran valor escultórico que presenta. 
En el centro se halla la figura de Cristo yacente, depositado en lo que será su ataúd. Los demás personajes proceden a su embalsamamiento. En la esquina de la izquierda y muy cerca del espectador, José de Arimatea muestra con gran patetismo una espina de la corona que se había quedado clavada en la cabeza de Cristo. En la esquina contraria está Nicodemo que parece dialogar con María Magdalena. Su mano izquierda reposa en una jarra y con la derecha sostiene un paño con el que se supone está limpiando el cuerpo del fallecido. Tras él y de pie está María Magdalena que se inclina con dolor y cariño hacia el cuerpo mientras sostiene en su mano izquierda el tarro con ungüentos. En el centro y detrás del yacente se encuentra el grupo de María y Juan; María se inclina entristecida hacia su hijo mientras Juan acude cariñoso a consolarla. Finalmente, y detrás de José de Arimatea puede verse de pie la figura de María Salomé que sujeta con su mano derecha un paño de limpieza y sobre el que está colocada la corona de espinas. 